# Lamponega serpentine
Lamponega serpentine är en spindelart som beskrevs av Norman I. Platnick 2000. Lamponega serpentine ingår i släktet Lamponega och familjen Lamponidae.
Artens utbredningsområde är Sydaustralien. Inga underarter finns listade i Catalogue of Life.